# Elysius rubicundus
Elysius rubicundus là một loài bướm đêm thuộc phân họ Arctiinae, họ Erebidae.